# سمنگان (تایباد)
سمنگان (تایباد)، روستایی از توابع بخش میان‌ولایت شهرستان تایباد در استان خراسان رضوی ایران است.

## جمعیت
این روستا در دهستان دشت تایباد قرار دارد و براساس سرشماری مرکز آمار ایران در سال ۱۳۸۵، جمعیت آن ۶۸۳ نفر (۱۲۶خانوار) بوده‌است.